# Element PYLIS
Un element PYLIS (de l'anglès: pyrrolysine insertion sequence), és un element cis-regulador d'ARN missatger que afecta l'expressió del codon-STOP Ambre AUG, el qual és aleshores traduït per un aminoàcid, la pirrolisina, que és present en certs organismes Archaea metanògens.